# Historia de Almería
El puerto de Almería fue en el siglo X uno de los principales puertos de la base naval del Califato de Córdoba.

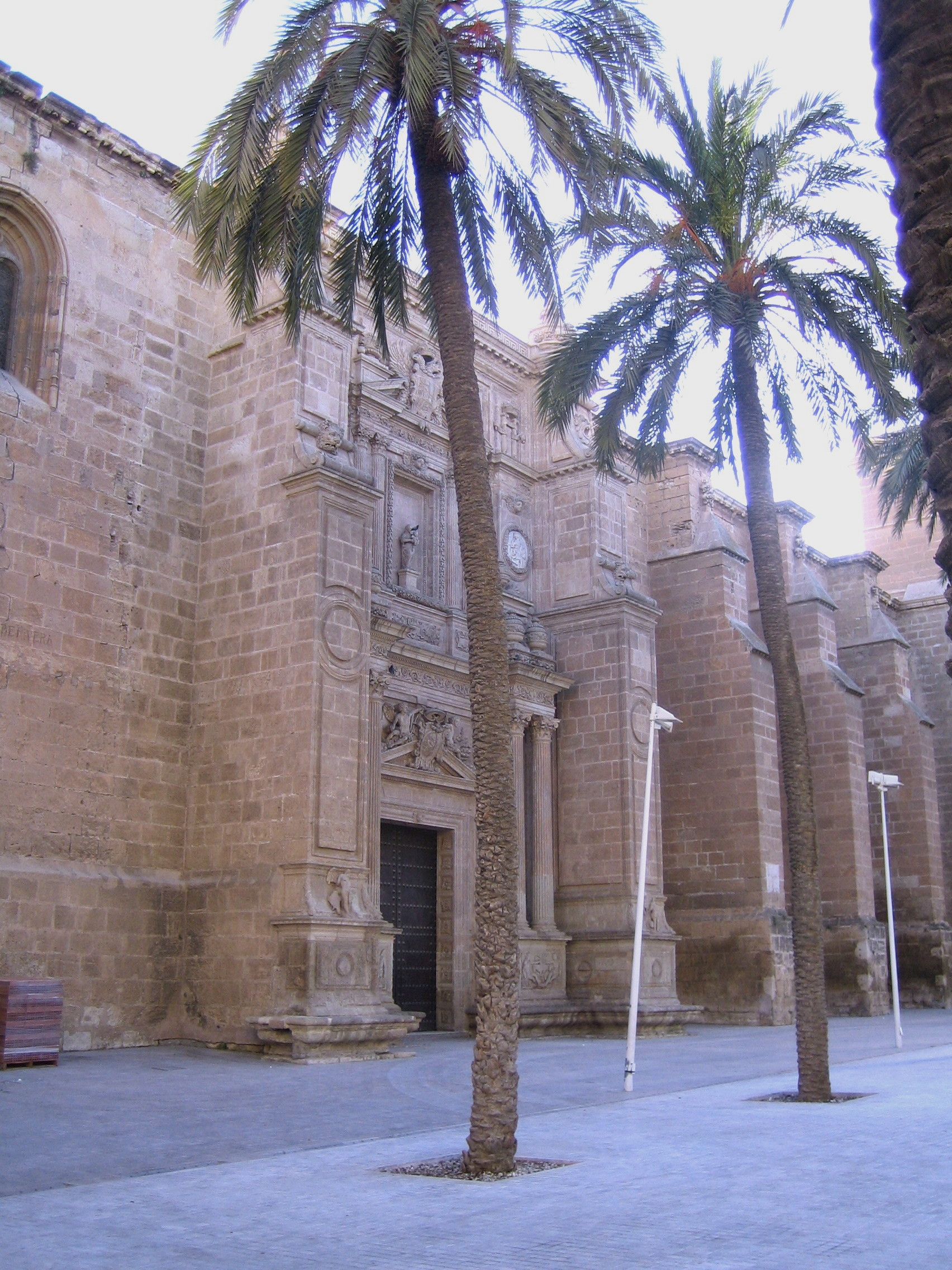
Catedral-Fortaleza de Almería.

Con la muerte de Hixem II, se desmorona el Califato de Córdoba apareciendo los Reinos de Taifas en el siglo XI, en el que Almería se independiza bajo el mandato de Jairán. Sigue cobrando importancia, llegando a ser, como reino independiente, una de las taifas más prósperas. La ciudad tenía al menos quince puertas, que guardaban la entrada a una ciudad de cerca de un millón de metros cuadrados, laberíntica y abigarrada. De todas esas puertas, los contemporáneos destacaban por su belleza tres de ellas, que tenían un raro patio interior (en toda la España musulmana, solo había dos ejemplos más de este tipo de puertas: una en Sevilla y otra en Granada). Llegó a contar con 10 000 telares, que creaban maravillosos tejidos de seda, entre los que destacaban un “tejido de Almería” que era exportado a casi todo el mundo árabe. Las crónicas medievales destacan la actividad comercial de la ciudad y de la prontitud con que los almerienses hacían frente a los pagos. No solo los tejidos, sino esclavos (Pechina y Verdún eran los comercios de esclavos más grandes de toda Europa), orfebrería y mármol (se han encontrado lápidas funerarias de mármol de Macael hasta en Nigeria) eran su fuerte. El puerto almeriense era uno de los más importantes del Mediterráneo en época califal, de taifas y con los almorávides. Estos últimos dieron cobijo a piratas, convirtiendo al puerto no solo en la envidia sino, también, en el terror de sus enemigos.
El investigador Florentino Castro Guisasola publicó en 1930 el libro El esplendor de Almería en el siglo XI. La Almería musulmana está presente en muchos textos medievales, como el Romance del Conde Arnaldo o Las Serranillas, del Marqués de Santillana. Los árabes también cantaron las magnificencias de la ciudad, como el sabio almeriense del siglo XIV, Ibn Jatima, en su libro Ventajas de Almería respecto a los otros países de España.
Lo que se ha venido llamando siglo de oro de la ciudad rozaba su cénit cuando el Papa Eugenio III convocó una cruzada contra la ciudad. Cristianos del sur de Europa se reunieron para acabar con la cruel Almería, como la llamaban los juglares de la época. En el sur de Francia, los romances comparaban Almería con una “piscina” que lavaría los pecados de aquellos que se unieran a la cruzada. El conde Ramón Berenguer de Barcelona, Alfonso VII de León, el rey García Ramírez IV de Navarra y Álava (nieto del Cid) o el conde Guillermo VI de Montpellier junto con genoveses y pisanos (que veían como una infranqueable competencia el emporio del puerto de la ciudad y que habían sufrido los ataques de su flota), se dieron cita ante las murallas de Almería. Cada uno traía entre sus huestes a lo más granado de la caballería europea, nombres protagonistas de romances medievales (como el conde de Astorga, Ramiro Flores de Guzmán, llamado la “Flor de las Flores” en el “Poema de Almería”, compuesto a raíz de la conquista). Tras una breve pero intensa resistencia, las murallas fueron asaltadas por doce puntos. Alfonso VII no quiso negociar paz alguna. De los habitantes de la ciudad, 10 000 pudieron huir milagrosamente hacia Murcia y 20.000 se refugiaron en la Alcazaba. De estos últimos, la mayoría de los varones fueron acuchillados. Alfonso VII, “el Sultancillo”, como le llamaban despreciativamente los almerienses, devastó Almería y destruyó sistemáticamente las industrias de la ciudad en 1147.

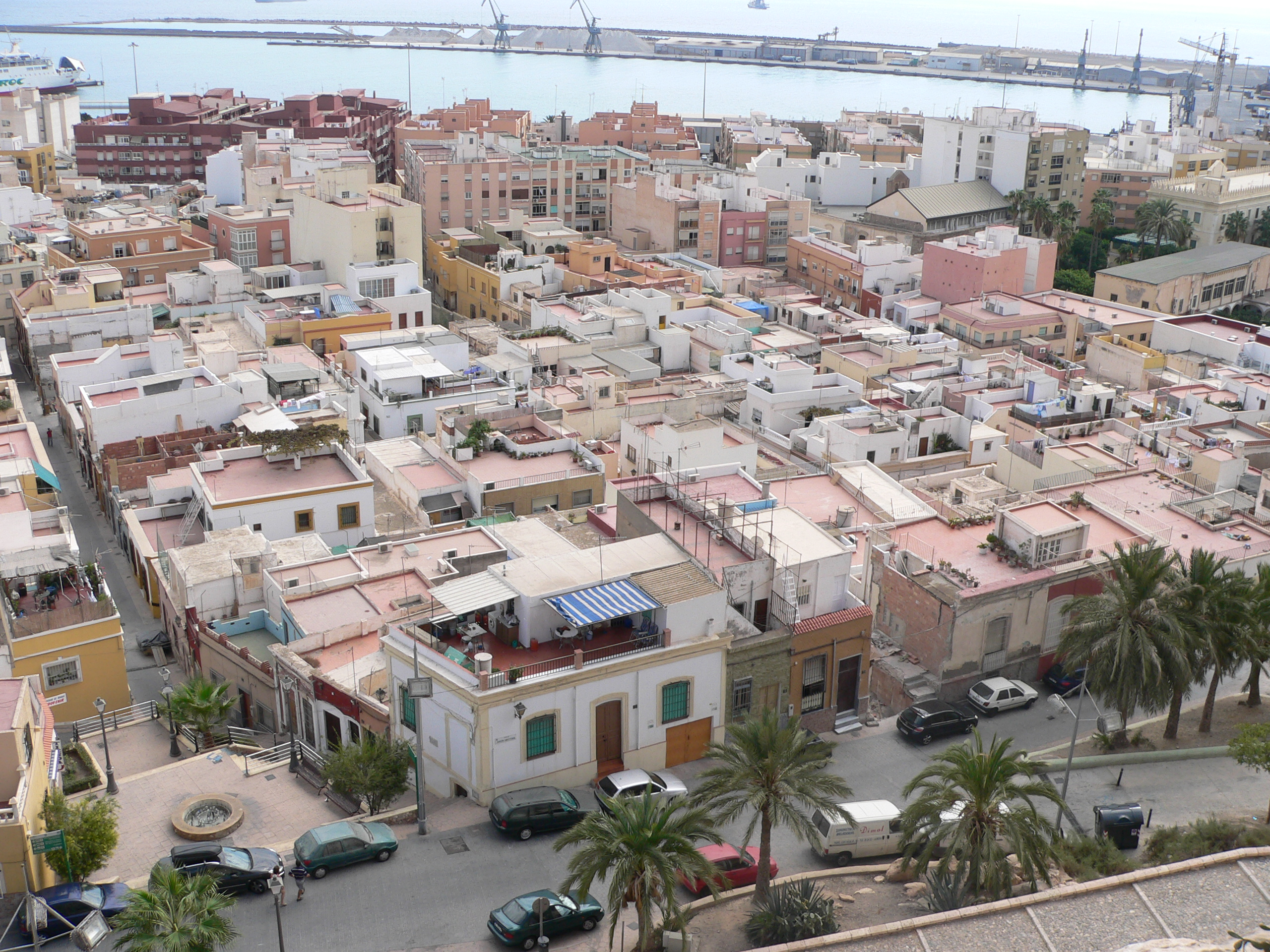
La ciudad vieja.

El botín fue repartido entre los soldados, si bien los nobles se llevaron la mejor parte. Los jefes genoveses se apropiaron del “Sacro Catino”, una gran fuente de esmeralda finamente tallada a seis puntas en la que, según la tradición, Jesucristo sirvió el cordero en la última cena. Alfonso VII se llevó partes de la gran mezquita, que depositó en el Monasterio de las Huelgas de Burgos, y ricos tejidos, con los que sería confeccionada la famosa casulla de San Juan de Ortega. El conde de Barcelona se llevó las espectaculares puertas de la Puerta de Pechina, forradas de cuero de buey y tachonadas con clavos de bronce, cuya última pista nos lleva a la capilla vieja de la Universidad de Barcelona.
Tras diez años de dominio castellano, hasta 1157, los almohades lograrían recuperar la ciudad e intentan devolverle su antiguo esplendor, sin conseguirlo. Los granadinos la hacen luego su puerto principal. Es destacable el asedio que volvió a sufrir en 1309 por parte de las tropas de Jaime II de Aragón, que no pudieron con la sólida resistencia almeriense. En esta época, Almería es el escenario de batallas, incursiones y razzias entre los cristianos de Murcia y los moros de Granada. Y en esta época probablemente tiene origen el dicho: Cuando Almería era Almería, Granada era su alquería.
Durante el siglo XV, las luchas por el trono del reino de Granada se irán sucediendo, proclamándose rey de Almería Abdalá El Zagal, reinado que durará poco tiempo porque el 26 de diciembre de 1489, los Reyes Católicos conquistan la ciudad y El Zagal les entrega las llaves de Almería.
Almería en época musulmana se dividía en tres barrios:
- El núcleo primitivo fue La Medina.
- El arrabal de Al-Hawd (El Aljibe), actuales barrios de La Chanca y Pescadería.
- El arrabal de La Musalla que se extendía desde la actual calle de La Reina hasta la Rambla Obispo Orberá.

Al brusco deterioro de las prosperidad de Almería se añadió una sucesión de terremotos, dos de los cuales fueron terribles: el de 1518, que elimina para siempre la Vera musulmana, matando a todos sus habitantes, y el de 1522, que se dejó sentir hasta en las Azores, y que devastó Almería por completo, convirtiéndola casi en un solar y siendo la principal causa de la destrucción de la práctica totalidad de los edificios que los árabes habían levantado en ella, así como de la catedral antigua.
Estos terremotos y la esquilmación demográfica hacen que apenas haya mención a Almería hasta la modernidad. Es en el siglo XIX cuando resurge su puerto debido a la extracción minera y la exportación de uva de Berja y Ohanes. Fue designada capital de la provincia homónima en la nueva reasignación de finales de este siglo.

## Período antiguo: desde los fenicios hasta los visigodos

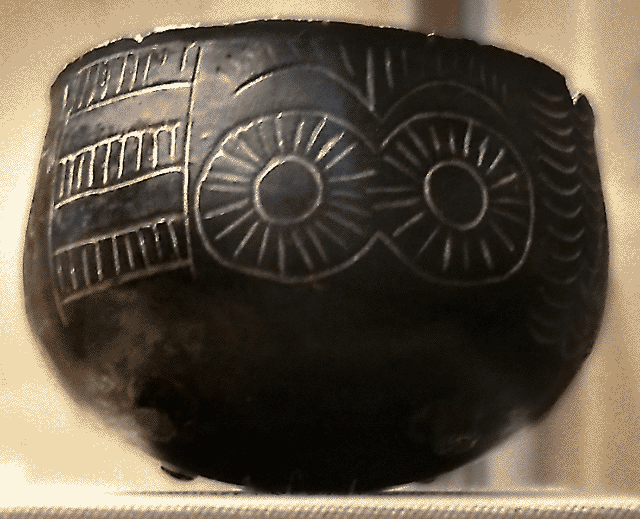
Cuenco de Los Millares.

Almería es parte de la zona central de la Cultura arqueológica de Los Millares y la de El Argar, sucesora esta última, acabada hace unos 3.200 años, de aquella primera, de unos 5.500 años de antigüedad.
Las culturas de la Edad de los Metales mantuvieron contacto con civilizaciones de todo el Mediterráneo, prueba de ello son las colonias que pueblos como los fenicios fundaron años más tarde, en el siglo VIII a. C. Abdera (Adra) y Baria (Villaricos) fueron las más importantes, centros eminentemente comerciales y pesqueros que mantenían a su vez contactos con navegantes griegos. El control fenicio se convirtió en cartaginés cuando la civilización púnica se extendió por el SE peninsular, control que se extinguiría el año 209 a. C. con la II Guerra Púnica. De la época fenicia y cartaginesa se conservan numerosos restos, en Vera, Los Vélez y Dalías.

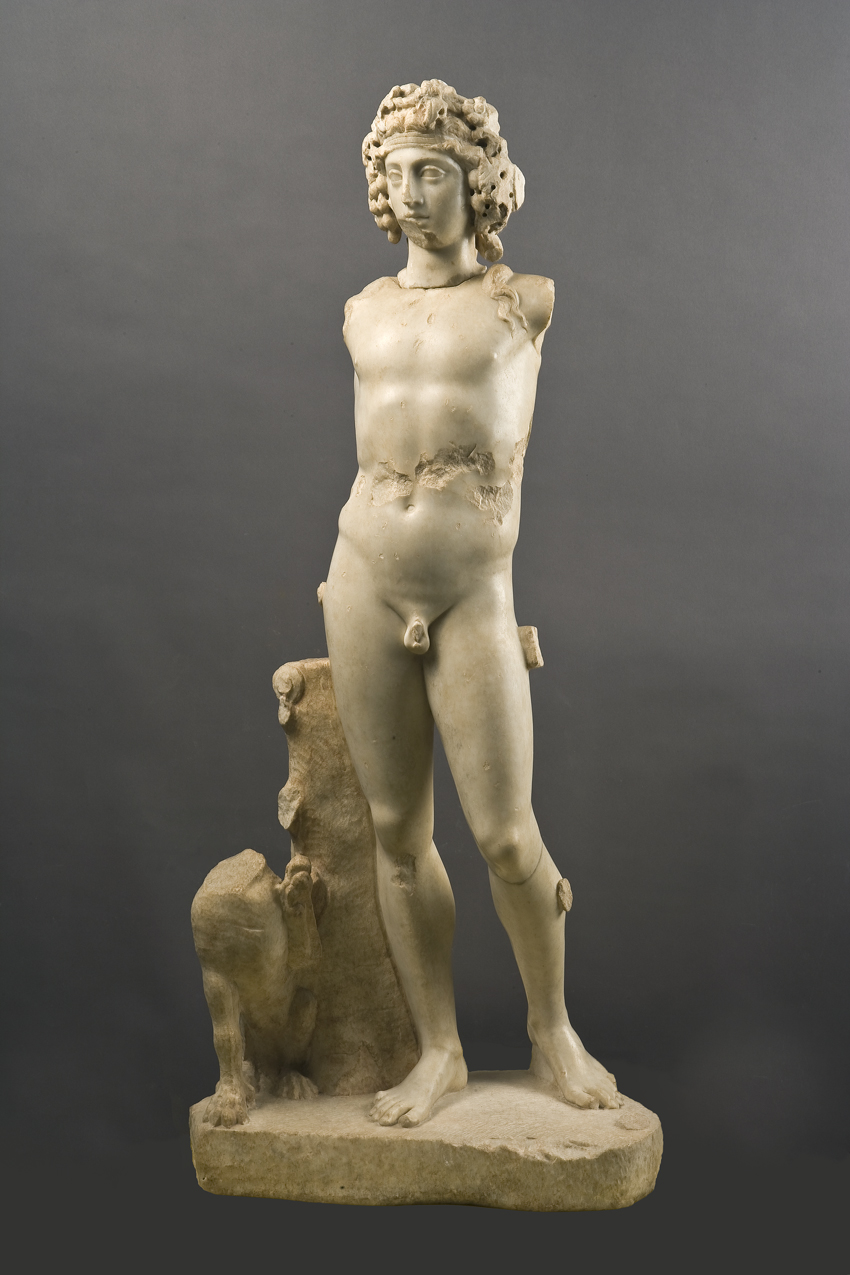
Baco de Chirivel

Almería cayó en las manos de Roma durante la campaña de Escipión el Africano contra los cartagineses. Los romanos la llamaron Portus Magnus, quedando la ciudad enclavada en la Hispania Ulterior. Plinio el Viejo la menciona en su obra; no en vano se convirtió en uno de los puertos más importantes del S de Hispania. Roma trajo la organización territorial, las vías de comunicación y los impuestos, y explotó sistemáticamente los recursos mineros del territorio, entre ellos el mármol de Macael. Se fortaleció el comercio, especialmente el del garum, sabrosa salsa de pescado y especias muy apreciada en la época y cuya fórmula exacta se desconoce aún hoy. En Adra y Torregarcía y en la capital, en el mismo Parque Nicolás Salmerón, se conservan salinas y factorías de salazón de esta época. Otros restos de gran importancia son el Dionisio de Chirivel, el sarcófago de Berja, el Daymún (templo funerario de época tardorromana) de El Ejido y el puente y restos de vía romana de Bayanna, a las afueras de la capital.
Almería fue ocupada más tarde por vándalos y visigodos. Tras un breve periodo de ocupación bizantina (el SE español fue el único territorio peninsular en su poder durante varios años), Suintila integra definitivamente a Almería en el reino visigodo el año 621 y expulsa a las fuerzas de Bizancio. En esos años, mantuvieron su importancia las antiguas poblaciones de Abdera, Urci y Baria.

## Periodo musulmán
Quedan pocos siglos para que Almería alcance su primer cénit histórico, político y socioeconómico. La gran historia de Almería comienza en efecto con la ocupación musulmana, iniciada el año 713 a manos fundamentalmente de poblaciones de origen bereber y árabe yemení, cuya más pronta aportación fue la remodelación sustancial del paisaje y método agrícola. 
El origen último de Almería capital está en efecto en Pechina, pues poco después de su fundación se crearía un asentamiento costero y una atalaya, dependientes de aquella, que recibirían el nombre de Al Mariyyat Bayyana. Para remontarse a su fundación, hay que decir que Bayyana, en el día de hoy el pueblo de Pechina situado en las orillas del río Andarax, era la capital de la Cora, teniendo su auge entre el siglo IX hasta mediados del siglo X. Tras el ataque Fatimí al arrabal de Bayyana, Abderramán III decide, en 955, amurallar el poblado primitivo de la ciudad, La Medina, que se había formado alrededor de la atalaya, Bayyana - Almariyat (la atalaya que la importante República de Pechina tenía en la costa), y mandó edificar una fortaleza para defensa de la ciudad). Almería era una población total y radicalmente islámica. La Almería musulmana llegó a ser una ciudad grandiosa. Después de Córdoba, era la ciudad más influyente y próspera de la península y una de las más ricas de todo el orbe islámico. Con posterioridad, en el año 965, se construye una Mezquita Mayor como lugar de oración y recogimiento. El almirante de la flota, que residía en Almería, era de facto el segundo poder en la España de la época y tenía a su disposición un número de 300 naves que fondeaban en el puerto, el más importante del califato. Ibn Maymun fue el más grande de estos almirantes de Almería, al que Almanzor envenenó, envidioso de su poder.
El periodo musulmán se divide en dos fases, separadas por un breve periodo de ocupación cristiana, el decenio entre 1147 a 1157, en que los ejércitos de Alfonso VII ocuparon la ciudad y los alrededores. No obstante, aunque breves, estos diez años supusieron una ruptura insalvable en el crecimiento de la Almería musulmana. La primera fase destacable va así pues desde la fundación oficial de la ciudad en 955 hasta 1147, y la segunda desde 1157 a 1489.
Los antecedentes del periodo 955-1147 se encuentran en la fundación a principios del s. VIII de un asentamiento en lo que entonces eran los aledaños de la desembocadura del río Andarax, que en aquella época tenía su boca a la altura de lo que hoy es La Juaida. Se trataba de Bayyana, la actual Pechina. Su estratégica posición le permitió convertirse en un próspero centro de comercio que dio origen a la que se denominó República Marítima de Pechina. Y no solo en lo material se enriqueció el bajo Andarax, también en lo espiritual. En efecto, Pechina fue cuna del más importante sufismo ibérico. Aquí emigraron los últimos discípulos del sufí cordobés Ibn Massarra: el almeriense Ibn Al Arif fundó la Escuela de Almería por la que discurrieron Ismail Al Rouayni de Córdoba (cuyo nombre, sorprendentemente, bautizó a la actual pedanía de El Ruini posiblemente porque vivió en ella), Abu Madyan y probablemente el más grande místico sufí de al-Ándalus, el murciano Ibn Arabi. Demasiadas veces pasa desapercibida la importancia del movimiento sufí en Almería, que tanta importancia tuvo no solo por su profundidad, sino por haber aportado muchas de las claves del misticismo cristiano posterior de, entre otros, Santa Teresa de Jesús y San Juan de la Cruz.
Se ha escrito mucho sobre el origen del nombre de la ciudad y provincia. El movimiento indaliano, siempre tan idealista, pensaba que Al Mariyyat querría decir en árabe "Espejo del Mar", pero es mucho más probable que el topónimo provenga de la palabra "al miraya", "torre vigía". En efecto, Al Mariyyat funcionó como puerto y defensa de una Bayyana próspera y enriquecida, que se convertiría en uno de los centros comerciales más importantes de al-Ándalus como ya dejó reflejado en sus crónicas Al Himyari.
Llegamos así a la fundación oficial de la ciudad en 955, año en que Abderramán III (o Abd-er-Rahman) ordenó iniciar las obras de una fortaleza, la Alcazaba, cuyo objetivo era defender el área de la amenaza que suponía el califato fatimí, oriundo de Túnez. La Alcazaba se convierte así en la fortaleza musulmana más grande de España y de Europa, con 43.000 metros cuadrados que le permitían albergar todo un destacamento militar de 20.000 hombres, los palacios de los sucesivos reyes e incluso lugares de resguardo para la población en caso de ataque. Más adelante será objeto de remodelaciones y ampliaciones por parte de reyes musulmanes y de los Reyes Católicos.

Taifa de Almería

La desintegración del califato de Córdoba en el s. XI da lugar a los reinos de taifas, entre ellos el de Almería, que tendría su primer rey en Jairán (o Hayran), remodelador de la Alcazaba. 
Almería ya es mucho más importante que Bayyana y se convierte en una ciudad de nueva planta califal, dotada de una mezquita mayor (la actual iglesia de San Juan, en ella se conservan hoy la qibla y el mihrab originales) y un activo puerto, que con los años sería el más importante puerto comercial de todo al-Ándalus. En efecto, este siglo constituye el primer cénit histórico de Almería. Era entonces una ciudad amurallada, con un trazado urbanístico árabe clásico y tres barrios bien diferenciados: el barrio de Al Hawd (o el Aljibe), el de la Musalla y el principal, la Medina (por donde corre hoy la actual calle de la Almedina).
Reinó durante la segunda mitad del siglo Almotacén (o Al Mutasim) (1052-1091), el rey poeta, que enriqueció la corte con literatos y científicos. Se introdujeron avances en los sistemas de regadío; en la ciudad florecían los baños y las mezquitas y efervescía en el puerto el comercio de la seda, el aceite y la uva. Buena prueba de todo ello nos deja la obra de Al Idrisi.

### 1147. Primera reconquista de Almería

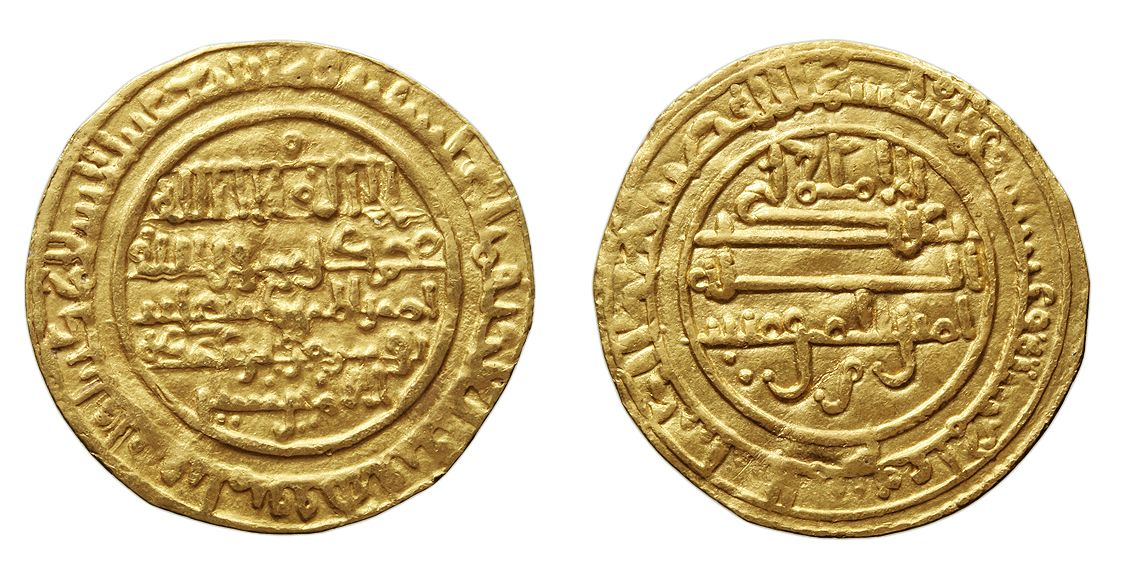
Dinar emitido en Almería bajo Alí ibn Yúsuf, en el.

La taifa almeriense terminó con la invasión almorávide, pero la ciudad continuará siendo un auténtico emporio comercial muy codiciado por los cristianos. 
Es entonces cuando Alfonso VII decide tomar la ciudad con ayuda del rey de Pamplona García Ramírez, del príncipe de Aragón y conde de Barcelona Ramón Berenguer IV, del señor de Montpellier Guillermo VII, de los caballeros del Temple de Castilla y Aragón, además contó con el decisivo apoyo naval de las repúblicas de Pisa y Génova (estos últimos dieron su gentilicio a la playa en que desembarcaron, en el Cabo de Gata).
Los ejércitos entraron en la ciudad el 17 de octubre de 1147. Como ya dijimos, fue un periodo efímero de ocupación (1147-1157).
Almería volverá a ser ocupada por los musulmanes con la toma de los almohades. En el siglo XIII, pasa a formar parte del reino nazarí de Granada, siendo gobernador Abbu-i-Abbas, quien intentó reconstruir la ciudad sin demasiado éxito. Fue en parte responsable de ello una sequía que comenzó el año 1227 y desestabilizó gravemente la agricultura y el comercio de toda la región.
De la época musulmana se conservan innumerables restos. A la Alcazaba y los restos de la mezquita mayor hay que sumar los aljibes de Jairán, que en una época abastecieron a la ciudad, y las murallas construidas por el mismo rey. También se conservan lienzos de la muralla del puerto y restos de la puerta de Pechina, en el subsuelo de la Rambla Obispo Orberá. No solo ciudades florecieron en la Almería musulmana: se pueden encontrar diseminados por los Filabres, las Alpujarras y el valle del Almanzora numerosos baños, mezquitas y castillos.
En 1489 los Reyes Católicos reconquistaron Almería, cuyas poblaciones en la mayoría de los casos capitularon pacíficamente, con la excepción de contadas rebeliones mudéjares.

## Conquista cristiana y Edad Moderna
El siglo XVI es el siglo del retroceso y abandono de la ciudad y la provincia. Fueron varios los factores que influyeron en esto; en primer lugar, Almería estaba apartada de cualquier ruta comercial americana, y vio pasar de largo todas las riquezas provenientes de Nuevo Continente y la actividad que trajeron consigo. Por otro lado, se prodigaron en estos cien años tanto los terremotos como los ataques de los piratas berberiscos y turcos como Barbarroja (en el siglo siguiente, les sucederían los de la armada inglesa). Los primeros mermaron la población y los segundos la aterrorizaron y obligaron a desplazarse hacia el interior.

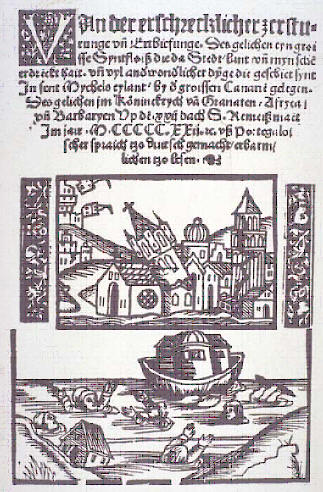
Impreso sobre los daños del Terremoto de Almería de 1522

Especialmente funesto fue el sismo de 1522, que destruyó la ciudad casi completamente y redujo la población a tan solo 700 habitantes que se asentaron en torno a la catedral de nueva construcción.
La Catedral de Almería es un gran ejemplo de edificio defensivo de la época. Fue levantado el primer templo catedralicio en 1496 bajo las órdenes del cardenal arzobispo de Toledo Pedro González de Mendoza sobre la antigua mezquita. El terremoto de 1522 la destruyó completamente y fue entonces cuando Fray Diego Fernández de Villalán, obispo de Almería, mandó construir el actual bajo la advocación de Nuestra Señora de la Encarnación. Su aspecto exterior le da clara apariencia militar; en efecto, se trata de una de las únicas catedrales-fortaleza de su clase en España: sólidos contrafuertes, torres albarranas, gruesos muros, escasez de vidrieras... Las tres naves son de igual altura, lo que proporciona una amplia azotea que sirvió para la instalación de cañones y la vigilancia militar. Solo la embellecen dos austeras portadas renacentistas de Juan de Orea, y en el muro que da a la calle del Cubo, el Sol de Portocarrero (otro de los símbolos de la ciudad que aunque se cree que hace referencia al obispo Portocarrero, del siglo XVII, ya estaba esculpido desde los primeros tiempos de la catedral) No obstante, las bóvedas y la sacristía son espléndidas, góticas las primeras y renacentista la segunda. Contiene el templo obras de Alonso Cano, Murillo y Ribera, y un San Indalecio de Salzillo.
El santoral en Almería es rico en leyendas. El antedicho San Indalecio es el patrón de la ciudad y sus restos vinieron a descansar a Almería después de siglos en la abadía de San Juan de la Peña, en Huesca. San Indalecio fue uno de los Siete Varones Apostólicos, evangelizadores de Andalucía, quienes, según viejas tradiciones recogidas en escritos mozárabes, acompañaron a Santiago el Mayor en la evangelización del sur de España a mediados del s. I d. C. Entre ellos estaban también Tesifón, Torcuato, Segundo, Hesiquio, Cecilio y Eufrasio; todos ellos fueron obispos de poblaciones del S y SE español (entre ellas Berja y Abla) antes de la ocupación musulmana. Pero quizá lo más interesante fueron las afirmaciones que sobre ellos se encontraron inscritas en los famosos plomos del Sacromonte, documentos inscritos en ese metal y descubiertos en la abadía granadina en el siglo XVI. En ellos se afirma, en un intento sincrético por parte de pensadores moriscos de unir islam y cristiandad, que todos ellos eran de origen árabe. Así, Indalecio se habría llamado, antes de su latinización, Ibn Al Mugira. Otro santo presente en Almería es San Valentín, cuyos restos se creen ocultos en algún lugar de la catedral, si bien este honor le es disputado por la iglesia de San Antón, en Madrid y la abadía de Terni, en Italia.

## Los moriscos

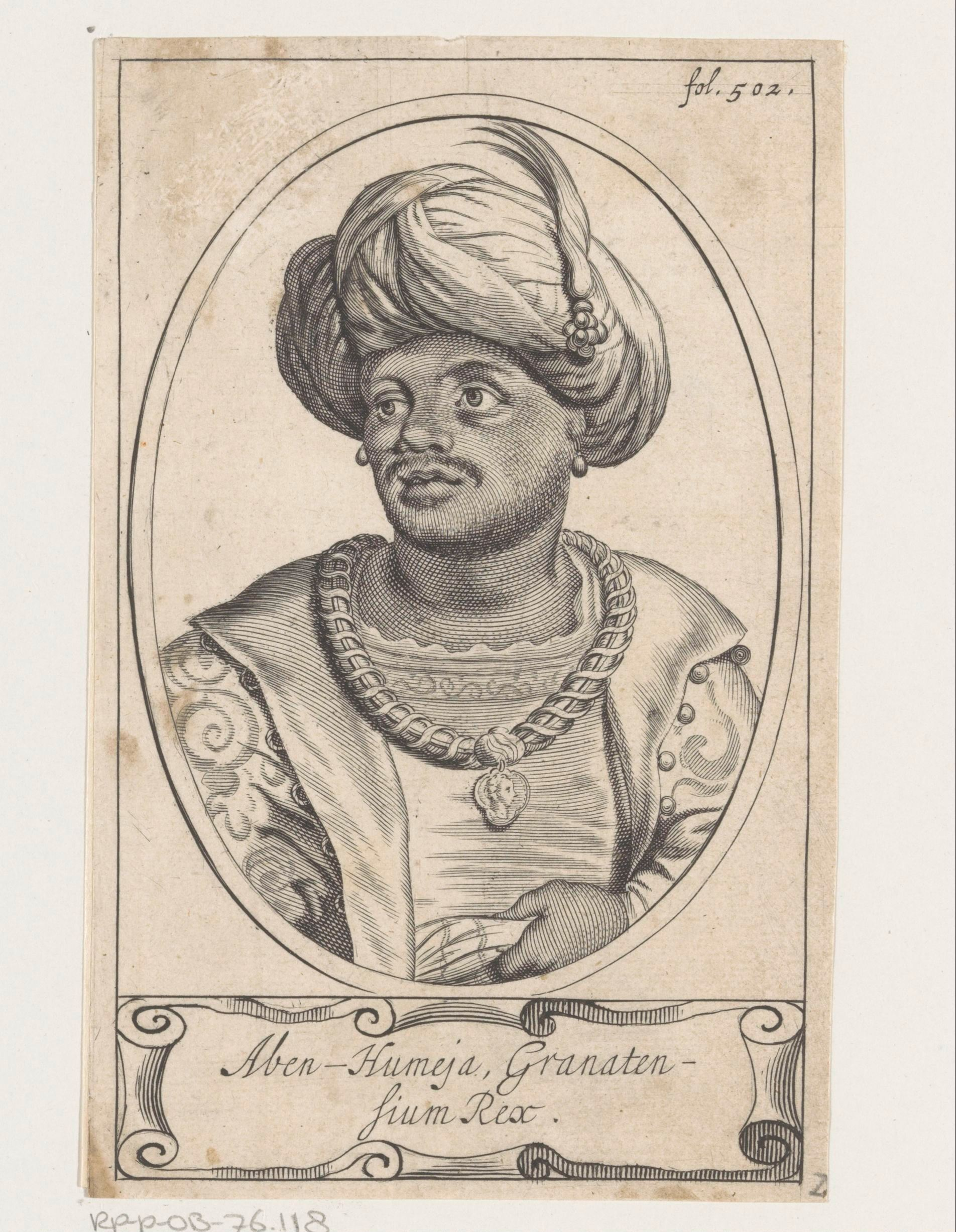
Retrato de Abén Humeya.

La segunda mitad del siglo XVI estuvo marcada en toda la provincia por el levantamiento y posterior expulsión de la población morisca. Los moriscos, extensa comunidad de religión y cultura musulmanas a la que se había permitido permanecer en la península previa conversión, veía sin embargo sus derechos y su dignidad continuamente negados desde la firma de las Capitulaciones. La población morisca era, a pesar de la incipiente repoblación cristiana, mayoritaria en amplias regiones de la provincia, como las Alpujarras y el alto Almanzora. Fue precisamente en la Alpujarra Almeriense donde en 1568 se rebela el laujareño Abén Humeya (nacido Fernando de Válor y convertido al islam); la insurrección se propaga a toda la provincia y pronto Vera es conquistada y Cuevas de Almanzora atacada. En su retirada, Abén Humeya fundó en Purchena una competición para celebrar el nombramiento de la ciudad como cabeza del valle del Almanzora. Se trataba de unos juegos deportivos y culturales de innegable analogía con el olimpismo, que incluían la lucha, las carreras a pie y a caballo, el tiro y la poesía y que han sido recuperados hoy día, recibiendo el elogio de, entre otros, Juan Antonio Samaranch y el Comité Olímpico Internacional. Vuelve más adelante Abén Humeya a Laujar donde crea una casa real con vocación dinástica (ya había sido Laujar de Andarax asiento real con Boabdil a principios del siglo XVI), pero es asesinado, víctima de sus propios colaboradores en una oscura intriga palaciega. Poco a poco la resistencia morisca se desvanece. Prueba de que había sido enormemente dura es que Felipe II decidiera enviar al mejor y más temido de sus militares, Juan de Austria, quien pronto acaba con el breve reino morisco. Se reemprende así la expulsión de la población musulmana, que culminará con Felipe III.
Uno de los episodios más sangrientos de la represión contra los moriscos tuvo lugar en Níjar, y constituyó lo que se convino en llamar el negocio de Inox. En las revueltas de la Navidad de 1569, cientos de familias moriscas acudieron a refugiarse al castillo morisco del peñón de Inox, cercano a Níjar. Informados los cristianos, reunieron un improvisado ejército de mercenarios que se adueñó fácilmente de la fortaleza, haciéndose de una vez con más de 3.000 esclavos, mujeres y niños, e incontables botines. A este negocio se debe el nombre de la cortijada actual cercana, La Matanza, en cuyos aledaños pueden encontrarse aun semiderruidos entre la maleza los muros de la antigua mezquita de Inox.
La matanza y expulsión de los moriscos fueron un duro golpe que sumió a la provincia en la época más oscura de su historia, el siglo XVII. En efecto, marcharon los que habían enseñado a los cristianos el cultivo del moral, el tejido de la seda, las técnicas de regadío y la carpintería. Quedó la provincia desierta de Níjar a Mojácar y la población de la capital se redujo a 7000 habitantes. Los intentos de repoblación cristiana fueron inútiles y los terremotos y ataques piratas berberiscos e ingleses mantuvieron a la provincia ensombrecida durante los siguientes 100 años.
No podemos pasar página y siglo sin mencionar al otro gran morisco almeriense, Yuder Pachá. Personaje insólito, nacido en Cuevas de Almanzora como Diego de Guevara, fue capturado junto a otros 300 muchachos y llevado al palacio del sultán Al Malek de Marruecos en Marrakech, en la época una próspera y fascinante capital que acogió a pueblos enteros de moriscos exiliados (entre ellos Tabernas). Allí Yuder Pachá fue avanzando en el escalafón social y militar, sobresalió en la batalla de los Tres Reyes contra Portugal y recibió por fin el encargo del sultán Al Mansur de crear un gran imperio en el África Occidental. Así, partió en 1590 con 4000 hombres y 4 cañones andalusíes, atravesó el desierto y derrotó a los askia, adueñándose de Tombuctú, capital del mítico Imperio Songhai, el actual Mali. Se estableció así en la Curva del Níger una insólita comunidad andalusí, de costumbres y lengua castellana, que mantuvo su poder hasta 1737 y su preeminencia social y cultural hasta la primera mitad del siglo XIX, cuando fueron conquistados definitivamente por la etnia peul. No obstante, los "arma" (los andalusíes descendientes de Yuder y los moriscos, así llamados por portar nunca vistas armas de fuego), continuaron desempeñando un relevante papel en la política regional y participaron activamente en los procesos de independencia de Malí. Aún hoy se aferran a su origen andaluz, utilizan palabras castellanas y recuerdan al conquistador que fundó su dinastía, un cuevano, Yuder Pachá.

## SiglosXVIIyXVIII
Los siglos XVII y XVIII son quizá los más desconocidos de la historia almeriense.    
El siglo XVII se inicia, como dijimos, con una despoblación galopante, a la que hay que sumar terremotos, sequías y una costa bajo constante amenaza pirata. La repoblación cristiana, proveniente sobre todo de Jaén, Granada, Castilla-La Mancha, Levante y Aragón es insuficiente y no logra repuntar la demografía de la ciudad ni la provincia. Las malas comunicaciones y el aislamiento siguen siendo los mismos de siglos.
A pesar de todo ello, La actividad minera es impulsada con las explotaciones de hierro en los Filabres, plomo en Gádor y mármol en Macael. La contrapartida son las consiguientes talas masivas en las sierras de Gádor y Almagrera, que iría agravándose durante los siglos siguientes y contribuiría de manera importante a deforestación que sufre hoy todo nuestro territorio (a esto se deben las talas y la sequedad atávica de la provincia, y no a la necesidad de madera para construir la Armada Invencible, como se suele contar en Almería).
Este aislamiento y las penosas condiciones contrastan no obstante con una actividad cultural y etnológica que nace para ir desarrollándose poco a poco durante este siglo y el siguiente, el XVIII. En efecto, muchas de las costumbres, tradiciones, juegos o vestimentas nacen durante estos 100 años.
En 1640 se edita el primer libro en Almería, a instancias del obispo José de la Cerda, lo que lentamente va abriendo el camino a nuevas iniciativas que vendrán con los ecos de la Ilustración. En el siglo XVIII, los gobernantes de la ciudad comienzan a preocuparse de recabar información veraz sobre demografía, trabajo y emigración y se crean agrupaciones culturales y sociales como la Sociedad Económica de Amigos del País de Vera, una de las más sobresalientes de Andalucía en la época.
En lo artístico cabe destacar la construcción en este siglo de dos templos de gran importancia en la provincia, la iglesia de la Encarnación en Vélez-Rubio y el Santuario del Saliente en Albox, a lo que se deberá sumar las numerosas imágenes religiosas del murciano Francisco Salzillo y del círculo de José de Mora, procedentes de Granada, que algunas se veneran hoy día en Semana Santa, como el Nazareno de Huércal-Óvera o el de Vélez-Rubio; mientras otros fueron quemados en la Guerra Civil, como el Nazareno del Convento de las Claras de Almería o la imagen de la Virgen de los Dolores de la Iglesia de Santiago, en la capital de la provincia. Con todo, el norte de la provincia goza quizá de mejor condición que el resto, debido a la exitosa repoblación y urbanización llevada a cabo por el marqués de Los Vélez.

## ElsigloXIX
El siglo XIX rubricó la lenta recuperación iniciada los dos siglos anteriores. Almería fue testigo de una segunda edad de plata, sobre todo a finales de la centuria, que tuvo su origen en la apertura comercial y la consolidación de la minería y la agricultura desde las primeras décadas de siglo.
La Guerra de Independencia no pasó de largo por Almería. Aunque su amenaza se veía lejana desde la provincia, los franceses llegaron a ocuparla comandados por Goudinot, quien entró en la ciudad el 15 de marzo de 1810. Le ofrecieron resistencia los famosos guerrilleros Mena, Villalobos y Arostegui. En 1812, los franceses se retiran de Almería tras ser vencidos en Arapiles.
En 1814 vuelve Fernando VII al poder y con él el absolutismo y la derogación de las Cortes de Cádiz de 1812. En este contexto se dio otro de los más conocidos episodios históricos de la capital, el pronunciamiento de los "Coloraos". Tuvo lugar en 1824, cuando un grupo de soldados provenientes de Gibraltar, a los que se les apodó los "coloraos" por el tono de sus casacas, desembarcó en Almería con ánimo de proclamar la libertad y restituir la Constitución de 1812. Como anécdota, decir que estaban éstos relacionados con una sociedad secreta, la Santa Hermandad, de inspiración comunera. Al fracasar en su intento, 22 de ellos fueron fusilados por los absolutistas en la Rambla de Belén a la altura de la c/ Granada. Años más tarde, se levantó en su honor el monumento a los Mártires de la Libertad en la Plaza Vieja al que se le llamaba cariñosamente -y se le llama- el "pingurucho" y que fue también objeto de controversia: destruido en 1943, durante la dictadura militar, con motivo de la primera visita del general Franco a Almería, no se restituyó hasta 1987 a instancias de los grupos más progresistas de la ciudad, quienes también resucitaron el homenaje anual a los "coloraos" celebrado cada 24 de agosto.
Es también el siglo XIX el siglo de los avances geopolíticos, urbanísticos y de infraestructuras. Los liberales, una vez se hicieron con el gobierno de Madrid, promovieron una reestructuración administrativa del país de la que nacieron las actuales provincias. Fue gracias a las gestiones del Conde de Ofalia, desterrado a Almería, que nació de facto la provincia y adquirió por decreto de 1834 personalidad administrativa propia, quedando desvinculada del viejo Reino de Granada.
La fisonomía de la ciudad sufrirá un cambio drástico en lo que se ha venido a llamar la evolución de ciudad conventual a ciudad burguesa. En efecto, Almería se derrama fuera de sus murallas, que terminan siendo derruidas casi completamente en 1855. Se urbanizan los amplios perímetros monásticos (huertas, campos), recién desamortizados, dando lugar a plazas como la de San Francisco (actual de San Pedro). Se dota a la ciudad de un sistema de alcantarillado y agua potable. Se trazan nuevas calles, se abre la nueva Puerta de Purchena, es encauzada la Rambla de Belén y el eje de la ciudad se desplaza de la c/ Real al novísimo Boulevard, de clara inspiración francesa, que tantos otros nombres recibiría antes de convertirse en el actual Paseo de Almería. 

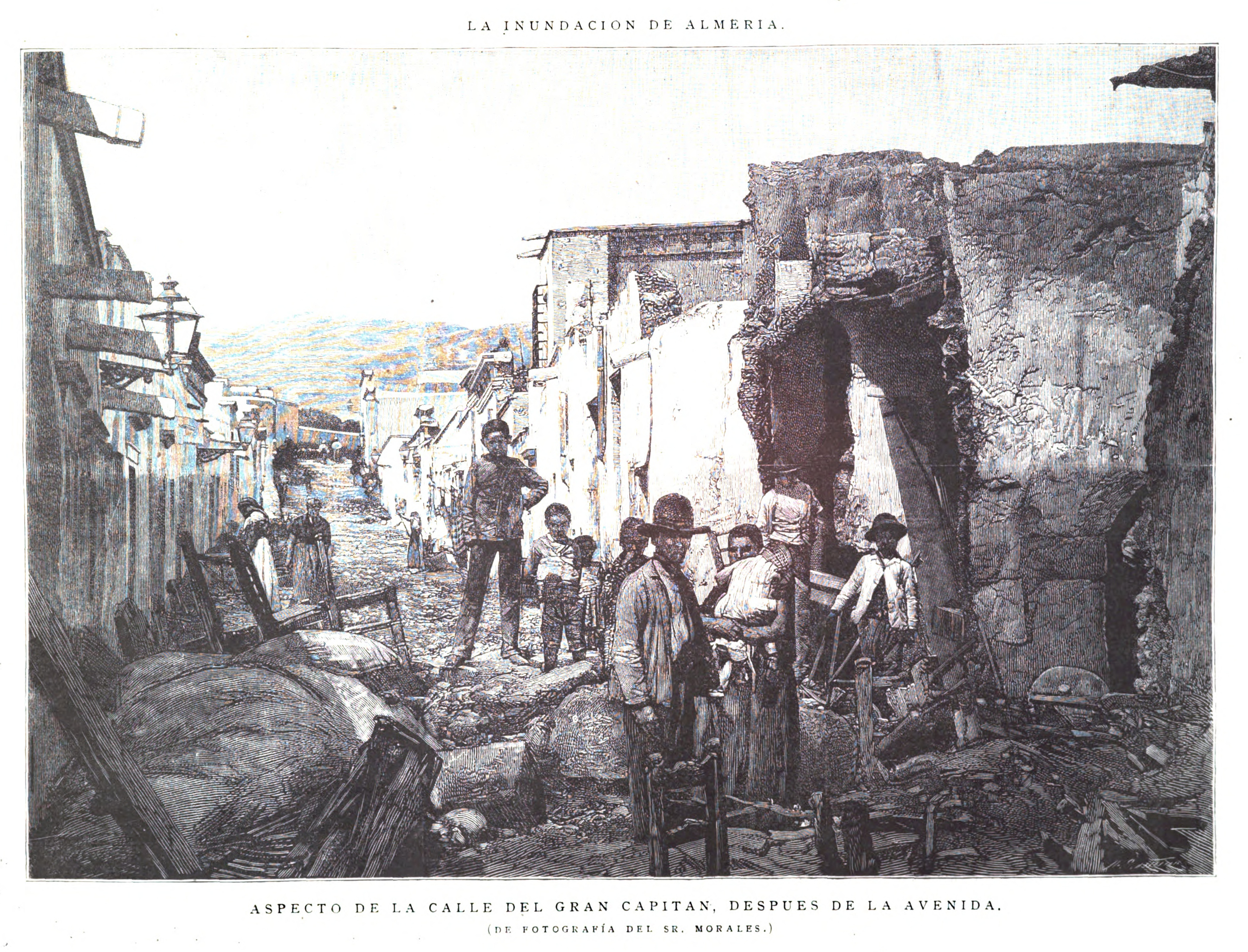
Aspecto de la calle del Gran Capitán, después de la avenida del 11 de septiembre de 1891 (La Ilustración Española y Americana).

El 11 de septiembre de 1891 tuvo lugar una riada que dejó al menos 10 víctimas mortales. Tras el suceso se llevaron a cabo diversas actuaciones en las ramblas de la zona.
El lugar que ocupa la actual provincia de Almería es, en palabras del prestigioso historiador y arqueólogo Luis Siret, "un impresionante museo natural". Ello se explica, en principio, por las tres culturas neolíticas que se dan en el territorio de la provincia, hecho que es único en nuestro continente: la de Almería, la de Los Millares y la de El Argar, con su aportación a la cultura campaniforme y celta. En el periodo clásico, son muchas las poblaciones íberas y las colonias fenicias y cartaginesas que cobran importancia en Almería. Es destacable la importancia de varias poblaciones ya en la Roma clásica, como las de Urci (junto a Villaricos), Abdera (Adra), Murgi (El Ejido), Baria (Vera) o Tagilis (Tíjola). El puerto de la actual capital de Almería (Portus Magnus) ya era explotado y apreciado por los comerciantes del Lacio.